# The Titans
The Titans é o sétimo episódio da série de televisão Xena: Warrior Princess, exibido originalmente em 30 de Outubro de 1995. Nesse episódio, Gabrielle lê um pergaminho mágico e ressuscita três titãs, mas arrependida, decide recaptura-los antes que outras centenas de titãs ressuscitem.

## Sinopse
Xena está caçando assassinos e Gabrielle, distraída, entra em uma caverna onde vários aldeões estão reunidos com intenção de ressuscitar três titãs virados em pedra, Hipéryon, Thea e Crius. Gabrielle, como sabe o canto dórico, é a única que pode fazê-lo, a barda aceita e lê um pergaminho.
Os titãs recuperam a vida e ficam agradecidos à Gabrielle, já que acham que ela é uma Deusa. Gabrielle pede para eles ajudarem os aldeões nas tarefas, eles aceitam e quando terminam pedem que Gabrielle use seus poderes para fazer comida, Gabrielle se recusa. Enfurecidos, os Titãs decidem atacar o povoado.
Todos os aldeões se escondem num lugar que os titãs não entram porque consideram sagrado, os gigantes anunciam que vão matar todos que cruzarem com ele até que entreguem Xena. Os aldeões levam a guerreira até o líder titã, Hiperyon. Gabrielle chega correndo e distrai os titãs para que Xena fuja. A guerreira consegue o pergaminho mágico. Gabrielle o lê, petrificando os titãs.

## Elenco

### Principal
- Lucy Lawless como Xena
- Renee O'Connor como Gabrielle

### Apoio
- Mark Raffety como Hiperyon
- Amanda Tollemache como Thea
- Edward Campbell como Crius